# Všeobecná krize kapitalismu
Všeobecná krize kapitalismu je podle marxismu proces rozkladu světové kapitalistické soustavy, týkající se ekonomiky, politiky a ideologie. Teorii všeobecné krize kapitalismu vypracoval Lenin v souvislosti se svým učením o imperialismu jako posledním stádiu kapitalismu.